# Нова Миколаївка (Курська область)
Нова Миколаївка (рос. Новая Николаевка) — присілок в Рильському районі Курської області Російської Федерації.
Населення становить 98 осіб. Входить до складу муніципального утворення Нехаєвська сільрада.

## Історія
Населений пункт розташований на території українського етнічного та культурного краю Східна Слобожанщина.
Від 2004 року входить до складу муніципального утворення Нехаєвська сільрада.

## Населення
| 2002 | 2010 |
| ---- | ---- |
| 182  | ↘98  |